# 清河紗南
清河 紗南（きよかわ さな、3月29日 -）は、神奈川県出身のファッションモデル。特技は水泳（ジュニアオリンピック出場）、書道（四段）。

## 映画
- モテキ（2011年、大根仁 監督）

## テレビCM
- ホンダ「Honda meets Music『西野カナ』篇」（CM）
- DHC「薬用ディープクレンジングオイル」（CM）
- スバル「トレジア」（CM）
- ABCマート（CM）
- THE BACK HORN「シリウス」（PV）

## スチール広告
- ファミリーマート「ライスバーガー」（スチール）
- イクスピアリ（スチール）
- イオンレイクタウン「nounou」（スチール）
- 財団法人 実務能力検定協会（スチール）
- 伊藤超短波（スチール）

## イベント
- 東京スカイツリーユニフォーム発表会